# سزار ۱۸۴۵۸
سیارک ۱۸۴۵۸ (به انگلیسی: 18458 Caesar، نامگذاری:1995EY8) هجده هزار و چهارصد و پنجاه و هشتمین سیارک کشف شده‌است که در ۵ مارس ۱۹۹۵ کشف شد.
قدر مطلق سیارک برابر ۱۳.۵ است.